# Stade Moisés Lucarelli
Le Stade Moisés Lucarelli, ou Estádio Moisés Lucarelli, est un stade brésilien, situé dans la ville de Campinas, dans l'État de São Paulo.
Il appartient au club de football de AA Ponte Preta. 

## Histoire
L' Estádio Moisés Lucarelli a été construit en 1944-1948 et ouvert le 12 septembre 1948. Pour le premier match au nouveau stade, AA Ponte Preta et EC XV de Novembro (Piracicaba) se sont rencontrés dans un match amical qui s'est soldé par une victoire 3-0 pour l'équipe visiteuse. Au moment de l'achèvement du stade, il pouvait accueillir 35 000 personnes, ce qui en faisait le troisième plus grand du pays après le Morumbi à São Paulo et du stade São Januário à Rio, ce qui lui a valu le surnom de Majestoso .
Le nombre de spectateurs a été réduit en 2005 dans le cadre de travaux de rénovation, principalement en faveur de la sécurité, la capacité est depuis de 19 722 places. Le record d'affluence à l'Estádio Moisés Lucarelli a été atteint lorsque le meilleur club brésilien du  São Paulo FC a fait une apparition à Campinas le 1er février 1978 et 37 274 spectateurs ont suivi la victoire 3 à 1 de São Paulo.
L'Estádio Moisés Lucarelli est utilisé par le club local AA Ponte Preta depuis son achèvement en 1948. Le club Red Bull Brasil, fondé en 2007 joue également dans le stade jusqu'en 2019, année de sa fusion avec le CA Bragantino pour former le Red Bull Bragantino.
Le stade du AA Ponte Preta porte le nom de Moysés Lucarelli (1900-1978), grand supporter du club, initiateur et organisateur de sa construction. C'est l'un des rares stades du Brésil construits par les supporters du club. Une fois la construction terminée, Lucarelli ne voulait pas que le stade porte son nom. Cependant, lors d'un voyage en Argentine et profitant de son absence, le stade de Ponte Preta a reçu le nom d' Estádio Moisés Lucarelli.
En 2022, un projet pour un nouveau stade Arena Ponte Preta d'une capacité de 30 000 places est dévoilé.